# Uefa Champions League 1994/1995
Uefa Champions League 1994/1995 vanns av Ajax, Nederländerna som finalslog AC Milan, Italien med 1–0 i Wien den 24 maj 1995. Ajax vann turneringen utan att förlora en enda match, varken i gruppspelet eller slutspelet.
Denna säsong utökades gruppspelet från två till fyra grupper. Det var också första säsongen som åtta lag gick vidare till slutspelet samt början på en treårsperiod där lag från lägre rankade länder fick spela i Uefacupen istället för Champions League. IFK Göteborg vann sin grupp med Barcelona, Galatasaray och Manchester United som motståndare men åkte ut i kvartsfinal efter 2–2 mot Bayern München vilka gick vidare i kraft av mål på bortaplan.

## Kvalspel

### Grupp A
| Grupp A – 4 deltagande klubblag | Grupp A – 4 deltagande klubblag | Grupp A – 4 deltagande klubblag | Grupp A – 4 deltagande klubblag | Grupp A – 4 deltagande klubblag |
| ------------------------------- | ------------------------------- | ------------------------------- | ------------------------------- | ------------------------------- |
| Lag 1                           | Totalt                          | Lag 2                           | Möte 1                          | Möte 2                          |
| Avenir Beggen                   | 1–9                             | Galatasaray                     | 1–5                             | 0–4                             |
| Sparta Prag                     | 1–2                             | IFK Göteborg                    | 1–0                             | 0–2                             |

### Grupp B
| Grupp B – 4 deltagande klubblag | Grupp B – 4 deltagande klubblag | Grupp B – 4 deltagande klubblag | Grupp B – 4 deltagande klubblag | Grupp B – 4 deltagande klubblag |
| ------------------------------- | ------------------------------- | ------------------------------- | ------------------------------- | ------------------------------- |
| Lag 1                           | Totalt                          | Lag 2                           | Möte 1                          | Möte 2                          |
| Silkeborg IF                    | 1–3                             | Dynamo Kiev                     | 0–0                             | 1–3                             |
| Paris Saint-Germain             | 5–1                             | Vác FC-Samsung                  | 3–0                             | 2–1                             |

### Grupp C
| Grupp C – 4 deltagande klubblag | Grupp C – 4 deltagande klubblag | Grupp C – 4 deltagande klubblag | Grupp C – 4 deltagande klubblag | Grupp C – 4 deltagande klubblag |
| ------------------------------- | ------------------------------- | ------------------------------- | ------------------------------- | ------------------------------- |
| Lag 1                           | Totalt                          | Lag 2                           | Möte 1                          | Möte 2                          |
| Legia Warszawa                  | 0–5                             | Hajduk Split                    | 0–1                             | 0–4                             |
| Steaua București                | 5–2                             | Servette                        | 4–1                             | 1–1                             |

### Grupp D
| Grupp D – 4 deltagande klubblag | Grupp D – 4 deltagande klubblag | Grupp D – 4 deltagande klubblag | Grupp D – 4 deltagande klubblag | Grupp D – 4 deltagande klubblag |
| ------------------------------- | ------------------------------- | ------------------------------- | ------------------------------- | ------------------------------- |
| Lag 1                           | Totalt                          | Lag 2                           | Möte 1                          | Möte 2                          |
| AEK Aten                        | 3–0                             | Rangers                         | 2–0                             | 1–0                             |
| Maccabi Haifa                   | 2–5                             | Casino Salzburg                 | 1–2                             | 1–3                             |

## Gruppspel

### Grupp A
| Nr | Lag               | S | V | O | F | GM | IM | MS | P |
| -- | ----------------- | - | - | - | - | -- | -- | -- | - |
| 1  | IFK Göteborg      | 6 | 4 | 1 | 1 | 10 | 7  | +3 | 9 |
| 2  | Barcelona         | 6 | 2 | 2 | 2 | 11 | 8  | +3 | 6 |
| 3  | Manchester United | 6 | 1 | 3 | 2 | 6  | 12 | −6 | 5 |
| 4  | Galatasaray       | 6 | 1 | 1 | 4 | 3  | 9  | −6 | 3 |

| Hemma \ Borta     | Spanien | Turkiet | Sverige | England |
| Barcelona         | —       | 2–1     | 1–1     | 4–0     |
| Galatasaray       | 2–1     | —       | 0–1     | 0–0     |
| IFK Göteborg      | 2–1     | 1–0     | —       | 3–1     |
| Manchester United | 2–2     | 4–0     | 4–2     | —       |

### Grupp B
| Nr | Lag                 | S | V | O | F | GM | IM | MS | P  |
| -- | ------------------- | - | - | - | - | -- | -- | -- | -- |
| 1  | Paris Saint-Germain | 6 | 6 | 0 | 0 | 12 | 3  | +9 | 12 |
| 2  | Bayern München      | 6 | 2 | 2 | 2 | 8  | 7  | +1 | 6  |
| 3  | Spartak Moskva      | 6 | 1 | 2 | 3 | 8  | 12 | −4 | 4  |
| 4  | Dynamo Kiev         | 6 | 1 | 0 | 5 | 5  | 11 | −6 | 2  |

| Hemma \ Borta       | Tyskland | Ukraina | Frankrike | Ryssland |
| Bayern München      | —        | 1–0     | 0–1       | 2–2      |
| Dynamo Kiev         | 1–4      | —       | 1–2       | 3–2      |
| Paris Saint-Germain | 2–0      | 1–0     | —         | 4–1      |
| Spartak Moskva      | 1–1      | 1–0     | 1–2       | —        |

### Grupp C
| Nr | Lag              | S | V | O | F | GM | IM | MS | P |
| -- | ---------------- | - | - | - | - | -- | -- | -- | - |
| 1  | Benfica          | 6 | 3 | 3 | 0 | 9  | 5  | +4 | 9 |
| 2  | Hajduk Split     | 6 | 2 | 2 | 2 | 5  | 7  | −2 | 6 |
| 3  | Steaua București | 6 | 1 | 3 | 2 | 7  | 6  | +1 | 5 |
| 4  | Anderlecht       | 6 | 0 | 4 | 2 | 4  | 7  | −3 | 4 |

| Hemma \ Borta    | Belgien | Portugal | Kroatien | Rumänien |
| Anderlecht       | —       | 1–1      | 0–0      | 0–0      |
| Benfica          | 3–1     | —        | 2–1      | 2–1      |
| Hajduk Split     | 2–1     | 0–0      | —        | 1–4      |
| Steaua București | 1–1     | 1–1      | 0–1      | —        |

### Grupp D
| Nr | Lag             | S | V | O | F | GM | IM | MS | P  |
| -- | --------------- | - | - | - | - | -- | -- | -- | -- |
| 1  | Ajax            | 6 | 4 | 2 | 0 | 9  | 2  | +7 | 10 |
| 2  | AC Milan        | 6 | 3 | 1 | 2 | 6  | 5  | +1 | 5  |
| 3  | Casino Salzburg | 6 | 1 | 3 | 2 | 4  | 6  | −2 | 5  |
| 4  | AEK Aten        | 6 | 0 | 2 | 4 | 3  | 9  | −6 | 2  |

| Hemma \ Borta   | Italien | Grekland | Nederländerna | Österrike |
| AC Milan        | —       | 2–1      | 0–2           | 3–0       |
| AEK Aten        | 0–0     | —        | 1–2           | 1–3       |
| Ajax            | 2–0     | 2–0      | —             | 1–1       |
| Casino Salzburg | 0–1     | 0–0      | 0–0           | —         |

## Slutspel

### Slutspelsträd
|  | Kvartsfinaler       | Kvartsfinaler | Kvartsfinaler | Kvartsfinaler |   |                     | Semifinaler | Semifinaler | Semifinaler | Semifinaler |  |  | Final ( ) | Final ( ) |  |  |
|  |                     |               |               |               |   |                     |             |             |             |             |  |  |           |           |  |  |
|  | Bayern München (BM) | 0             | 2             | 2             |   |                     |             |             |             |             |  |  |           |           |  |  |
|  | IFK Göteborg        | 0             | 2             | 2             |   |                     |             |             |             |             |  |  |           |           |  |  |
|  | IFK Göteborg        | 0             | 2             | 2             |   | Bayern München      | 0           | 2           | 2           |             |  |  |           |           |  |  |
|  |                     |               |               |               |   | Bayern München      | 0           | 2           | 2           |             |  |  |           |           |  |  |
|  |                     | Ajax          | 0             | 5             | 5 |                     |             |             |             |             |  |  |           |           |  |  |
|  | Hajduk Split        | Ajax          | 0             | 5             | 5 | 0                   | 0           | 0           |             |             |  |  |           |           |  |  |
|  | Hajduk Split        |               |               |               |   | 0                   | 0           | 0           |             |             |  |  |           |           |  |  |
|  | Ajax                | 0             | 3             | 3             |   |                     |             |             |             |             |  |  |           |           |  |  |
|  |                     |               |               |               |   |                     |             |             |             |             |  |  | Ajax      | 1         |  |  |
|  |                     |               | AC Milan      | 0             |   |                     |             |             |             |             |  |  |           |           |  |  |
|  | Barcelona           | 1             | 1             | 2             |   |                     |             |             |             |             |  |  |           |           |  |  |
|  | Paris Saint-Germain | 1             | 2             | 3             |   |                     |             |             |             |             |  |  |           |           |  |  |
|  | Paris Saint-Germain | 1             | 2             | 3             |   | Paris Saint-Germain | 0           | 0           | 0           |             |  |  |           |           |  |  |
|  |                     |               |               |               |   | Paris Saint-Germain | 0           | 0           | 0           |             |  |  |           |           |  |  |
|  |                     | AC Milan      | 1             | 2             | 3 |                     |             |             |             |             |  |  |           |           |  |  |
|  | AC Milan            | AC Milan      | 1             | 2             | 3 | 2                   | 0           | 2           |             |             |  |  |           |           |  |  |
|  | AC Milan            |               |               |               |   | 2                   | 0           | 2           |             |             |  |  |           |           |  |  |
|  | Benfica             | 0             | 0             | 0             |   |                     |             |             |             |             |  |  |           |           |  |  |

### Kvartsfinaler
| Kvartsfinaler – 8 deltagande klubblag | Kvartsfinaler – 8 deltagande klubblag | Kvartsfinaler – 8 deltagande klubblag | Kvartsfinaler – 8 deltagande klubblag | Kvartsfinaler – 8 deltagande klubblag |
| ------------------------------------- | ------------------------------------- | ------------------------------------- | ------------------------------------- | ------------------------------------- |
| Lag 1                                 | Totalt                                | Lag 2                                 | Möte 1                                | Möte 2                                |
| Bayern München                        | 00002–2 (BM)                          | IFK Göteborg                          | 0–0                                   | 2–2                                   |
| Hajduk Split                          | 0–3                                   | Ajax                                  | 0–0                                   | 0–3                                   |
| Barcelona                             | 2–3                                   | Paris Saint-Germain                   | 1–1                                   | 1–2                                   |
| AC Milan                              | 2–0                                   | Benfica                               | 2–0                                   | 0–0                                   |

### Semifinaler
| Semifinaler – 4 deltagande klubblag | Semifinaler – 4 deltagande klubblag | Semifinaler – 4 deltagande klubblag | Semifinaler – 4 deltagande klubblag | Semifinaler – 4 deltagande klubblag |
| ----------------------------------- | ----------------------------------- | ----------------------------------- | ----------------------------------- | ----------------------------------- |
| Lag 1                               | Totalt                              | Lag 2                               | Möte 1                              | Möte 2                              |
| Bayern München                      | 2–5                                 | Ajax                                | 0–0                                 | 2–5                                 |
| Paris Saint-Germain                 | 0–3                                 | AC Milan                            | 0–1                                 | 0–2                                 |

### Final
| Onsdag 24 maj 1995 20:30 CET | Ajax         | 1 – 0 | AC Milan | Ernst-Happel-Stadion, Wien Publik: 49.730 Domare: Ion Craciunescu, ROU |
| Onsdag 24 maj 1995 20:30 CET | Kluivert 85′ |       |          | Ernst-Happel-Stadion, Wien Publik: 49.730 Domare: Ion Craciunescu, ROU |

| Vinnare av Uefa Champions League 1994/1995 |
| ------------------------------------------ |
| Ajax Fjärde titeln                         |

### Webbkällor
Den här artikeln är helt eller delvis baserad på material från engelskspråkiga Wikipedia.